# Trichostylum fuscolaterale
Trichostylum fuscolaterale là một loài ruồi trong họ Tachinidae.